# Аутери-Качатори (Казерта)
Аутери-Качатори је насеље у Италији у округу Казерта, региону Кампанија.
Према процени из 2011. у насељу је живело 116 становника. Насеље се налази на надморској висини од 177 м.